# Lily Pettigrew
Lilian Pettigrew, generalmente conocida como Lily  Pettigrew, hermana de las también modelos Rose y Hetty Pettigrew, posó, entre otros, para el pintor John William Godward, especialmente entre 1887 y 1900

Lily tenía el pelo rizado y rojizo, los ojos color violeta, la boca hermosa, la nariz clásica, la cara bien formada, el cuello largo y proporcionado, una figura exquisita: era perfecta.

Rose Pettigrew.

## Datos biográficos

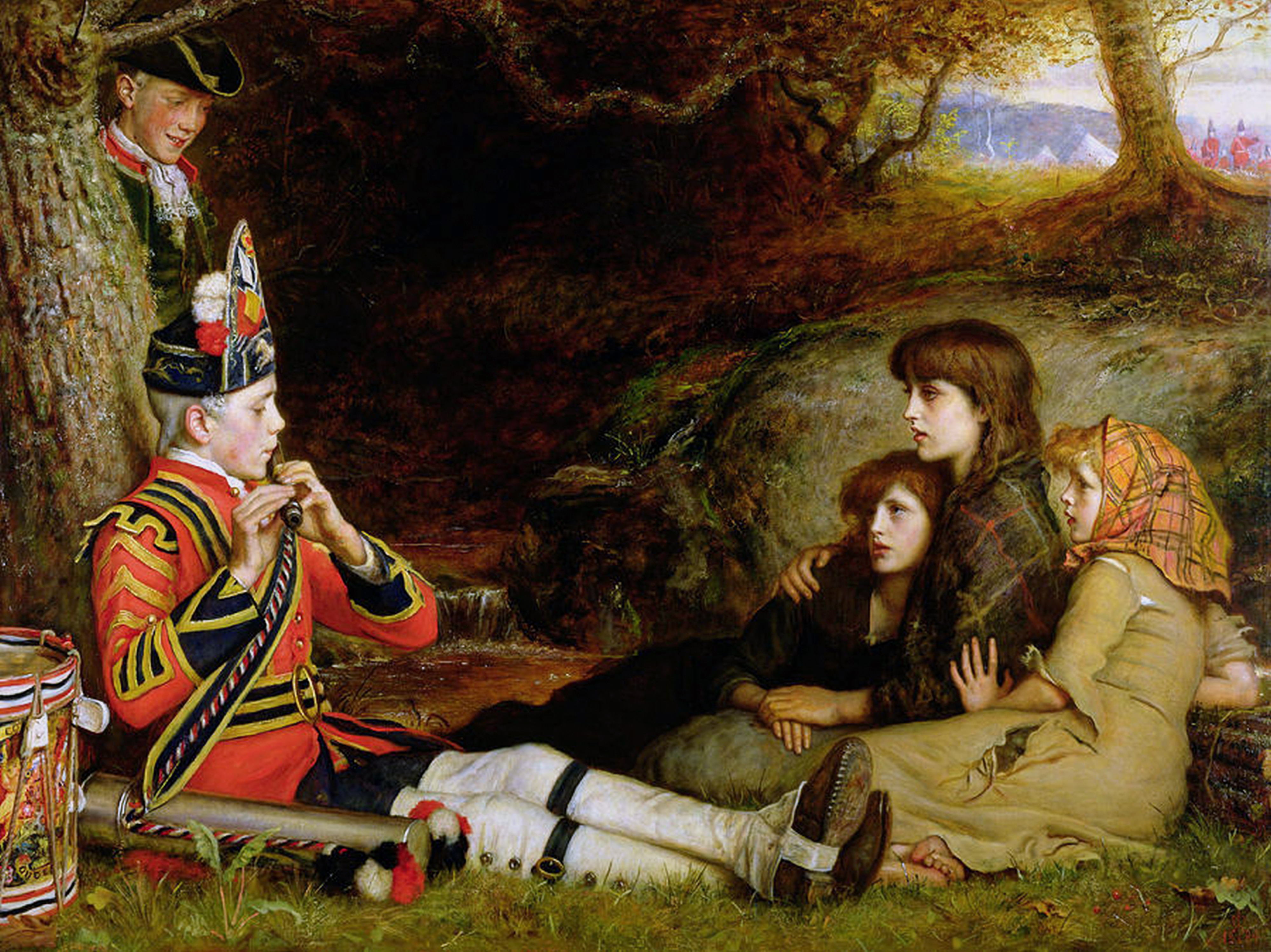
John Everett Millais. An Idyll of 1745. 1884. Lady Lever Art Gallery, Liverpool (a la derecha de la escena, aparecen las tres hermanas).

Lily fue la tercera de los doce hijos (nueve varones y tres hembras) de William Joseph Pettigrew, cortador de corcho, y Harriet Davis, que ayudaba a la casa con trabajos de costurera.
Hacia 1882, tras el repentino fallecimiento de su padre, con doce años, marcha a Londres con su madre y sus dos hermanas, Rose y Hetty, donde se introducen en el mundo artístico, llegando a ser modelos de pintores como James McNeill Whistler, William Holman Hunt, John Everett Millais (quien las describe como «tres gitanillas»), Theodore Roussel y otros.

Nos pusimos de moda entre los artistas. Muchos hasta intentaban sobornarnos para lograr que posáramos para ellos; pero éramos demasiado orgullosas para caer en esa clase de argucias. Rara era la exposición en que no había algún retrato de «las bellas señoritas Pettigrew», como nos llamaban. Nunca posamos por menos de media guinea al día, lo que, en aquellos tiempos de estrecheces, era mucho dinero.

Rose Pettigrew.

En 1887, el también pintor Edward Burne-Jones le pregunta a Whistler:

Mi querido Whistler: ¿Conoce por casualidad la dirección de Lillie [sic] Pettigrew? Me ha dejado plantado en mitad del trabajo y ha desaparecido. Si hubiera justicia en Inglaterra, habría que quemarla viva.

The Correspondence of James McNeill Whistler. Universidad de Glasgow.

## Obras en las que aparece (relación incompleta)
| Obra | Título                              | Fecha     | Técnica           | Dimensiones                | Localización                               | Observaciones                                                                                       |
| ---- | ----------------------------------- | --------- | ----------------- | -------------------------- | ------------------------------------------ | --------------------------------------------------------------------------------------------------- |
|      | Baño pompeyano                      | 1890      | Óleo sobre lienzo | 57 × 26 cm                 | Col. particular                            | Firmado y fechado en el ángulo inferior izquierdo: J W GODWARD 1890                                 |
|      | Una sacerdotisa (semidesnudo)       | 1893      | Óleo sobre lienzo |                            | Art Renewal Center, Nueva York             | Otras versiones1894.1895.                                                                           |
|      | Idle moments Study of a Girl's Head | 1895-1899 | Óleo sobre lienzo | 50,8 x 50,8 cm 45,7 x 40,6 | Col. particular                            | |
|      | Travesura y reposo (transparencias) | 1895      | Óleo sobre lienzo | 60,6 x 133 cm              | The Getty Center, Los Ángeles (California) | Hetty (izda.) y Lily Pettigrew Firmado y fechado en el ángulo superior izquierdo: J. W. GODWARD '95 |
|      | Campaspe (estudio)                  | a. 1896   | Óleo sobre lienzo | 36,2 × 19,3 cm             | Art Renewal Center, Nueva York             | |
|      | Campaspe                            | 1896      | Óleo sobre lienzo | 223,3 x 114,1 cm           | Col. particular                            | |
|      | Venus atándose el pelo              | 1897      | Óleo sobre lienzo | 227,7 x 113,4 cm           |                                            | |
|      | El espejo (transparencias)          | 1899      | Óleo sobre lienzo | 80,6 x 37,5 cm             | Col. particular                            | |
|      | Un pálido reflejo (transparencias)  | 1899      | Óleo sobre lienzo | 76,2 x 38,1 cm             | Col. particular                            | |
|      | Venus en el baño                    | 1901      | Óleo sobre lienzo | 172,1 × 61 cm              | Art Renewal Center, Nueva York             | |

| Obra | Título                              | Autor                  | Fecha     | Técnica              | Dimensiones     | Localización                              | Observaciones                                     |
| ---- | ----------------------------------- | ---------------------- | --------- | -------------------- | --------------- | ----------------------------------------- | ------------------------------------------------- |
|      | Retrato de Lily Pettigrew           | John William Godward   | c. 1887   | Óleo sobre lienzo    | 40,6 x 35,5 cm  | Col. particular                           | Inscripción en el ángulo superior izquierdo: LILY |
|      | Miss Lillie The Busby               | James McNeill Whistler | 1887      | Grabado a punta seca | 21,7 x 12,8 cm  | Hunterian Museum and Art Gallery, Glasgow |                                                   |
|      | Esperando una respuesta             | John William Godward   | 1889      | Óleo sobre lienzo    | 61 x 35,5 cm    |                                           | A la derecha, John William Godward                |
|      | Waiting for the Procession          | John William Godward   | 1890      | Óleo sobre lienzo    | 107,3 x 71,1 cm | Col. particular                           | Probables retratos de Hetty y Lily Pettigrew      |
|      | Pensamientos lejanos                | John William Godward   | 1892      | Óleo sobre lienzo    | 44,5 x 44,5 cm  | Col. particular                           |                                                   |
|      | Belleza clásica                     | John William Godward   |           | Óleo sobre lienzo    |                 | Col. Fred y Sherry Ross                   |                                                   |
|      | Rosie and Lily Pettigrew            | Philip Wilson Steer    | 1893      | Óleo sobre lienzo    |                 | Col. particular                           |                                                   |
|      | Retrato de Lily Pettigrew (estudio) | James McNeill Whistler | c. 1895   | Óleo sobre lienzo    | 60,6 x 45,5 cm  | Hunterian Museum and Art Gallery, Glasgow |                                                   |
|      | Grey and Silver La petite souris    | James McNeill Whistler | 1897-1898 | Óleo sobre lienzo    | 50,7 x 31 cm    | Hunterian Museum and Art Gallery, Glasgow |                                                   |
|      | A las puertas del templo            | John William Godward   | 1898      | Óleo sobre lienzo    | 161,6 × 71,1 cm | Col. particular                           |                                                   |
|      | Rosa de verano                      | John William Godward   | a. 1902   | Óleo sobre lienzo    | Ø 50,80 cm      | Col. Fred y Sherry Ross                   |                                                   |
|      | Lily on the Mountain                | Augustus John          | c. 1911   | Óleo sobre tabla     | 45,5 x 29,5 cm  | Art Gallery of New South Wales, Sídney    |                                                   |

| Obra | Descripción                                               | Fecha | Dimensiones  |
| ---- | --------------------------------------------------------- | ----- | ------------ |
|      | Lily Pettigrew.                                           | 1889  |              |
|      | Hetty (izda.) y Lily Pettigrew en el estudio de Whistler. | 1891  | 19 × 12,5 cm |
|      | Hetty (izda.) y Lily Pettigrew en el estudio de Whistler. | 1891  |              |
|      | Hetty (izda.) y Lily Pettigrew en el estudio de Whistler. | 1891  |              |
|      | Hetty (izda.) y Lily Pettigrew en el estudio de Whistler. | 1891  |              |
|      | Hetty (izda.) y Lily Pettigrew en el estudio de Whistler. | 1891  | 19 × 12,5 cm |